# Dracognomus tinae
Dracognomus tinae is een rondwormensoort uit de familie van de Draconematidae. De wetenschappelijke naam van de soort is voor het eerst geldig gepubliceerd in 1981 door Jensen.